# Adromischus roaneanus
Adromischus roaneanus là một loài thực vật có hoa trong họ Crassulaceae. Loài này được Uitewaal miêu tả khoa học đầu tiên năm 1952.